# Districte de Bülach

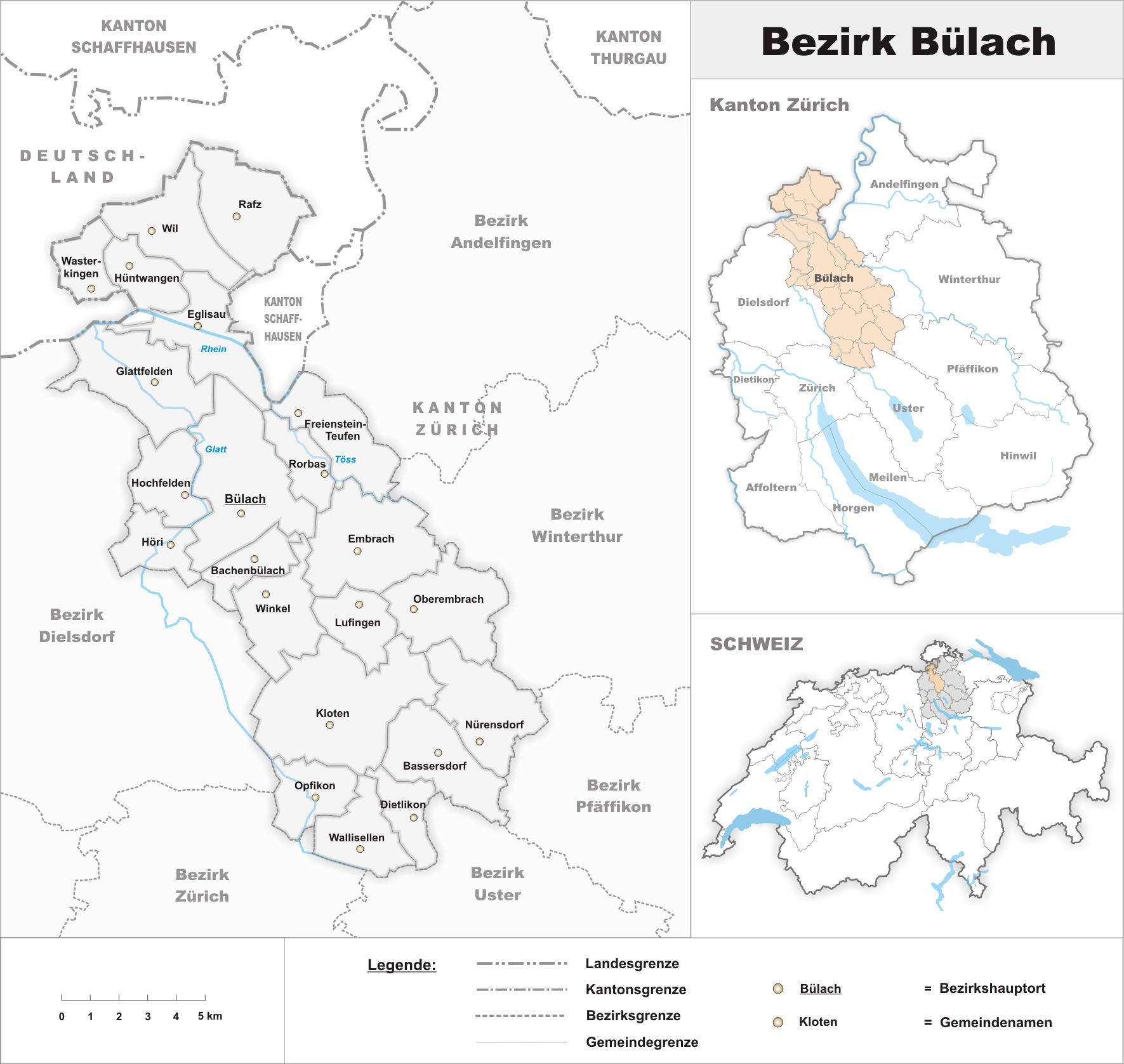
El districte de Bülach

El Districte de Bülach és un dels 11 districtes del cantó de Zúric (Suïssa). Té una població de 122722 (cens de 2007) i una superfície de 185.19 km². Està compost per 22 municipis i el cap del districte és Bülach.

## Municipis
| Escut              | Codi postal i Municipi  | Habitants (Dez. 2007) | Superfície en km² | Número SFOS |
| ------------------ | ----------------------- | --------------------- | ----------------- | ----------- |
| Bachenbülach       | 8184 Bachenbülach       | 3719                  | 4.25              | 0051        |
| Bassersdorf        | 8303 Bassersdorf        | 10470                 | 9.02              | 0052        |
| Bülach             | 8180 Bülach             | 16052                 | 16.09             | 0053        |
| Dietlikon          | 8305 Dietlikon          | 6906                  | 4.26              | 0054        |
| Eglisau            | 8193 Eglisau            | 3581                  | 9.07              | 0055        |
| Embrach            | 8424 Embrach            | 8577                  | 12.72             | 0056        |
| Freienstein-Teufen | 8427 Freienstein-Teufen | 2227                  | 8.32              | 0057        |
| Glattfelden        | 8192 Glattfelden        | 3938                  | 12.35             | 0058        |
| Hochfelden         | 8182 Hochfelden         | 1796                  | 6.16              | 0059        |
| Höri               | 8181 Höri               | 2446                  | 4.85              | 0060        |
| Hüntwangen         | 8194 Hüntwangen         | 922                   | 4.97              | 0061        |
| Kloten             | 8302 Kloten             | 17148                 | 19.28             | 0062        |
| Lufingen           | 8426 Lufingen           | 1552                  | 5.22              | 0063        |
| Nürensdorf         | 8309 Nürensdorf         | 4819                  | 10.09             | 0064        |
| Oberembrach        | 8425 Oberembrach        | 962                   | 10.20             | 0065        |
| Opfikon            | 8152 Opfikon            | 13378                 | 5.61              | 0066        |
| Rafz               | 8197 Rafz               | 3795                  | 10.74             | 0067        |
| Rorbas             | 8427 Rorbas             | 2196                  | 4.44              | 0068        |
| Wallisellen        | 8304 Wallisellen        | 12626                 | 6.50              | 0069        |
| Wasterkingen       | 8195 Wasterkingen       | 557                   | 3.95              | 0070        |
| Wil ZH             | 8196 Wil (Zuric)        | 1280                  | 8.94              | 0071        |
| Winkel             | 8185 Winkel             | 3775                  | 8.16              | 0072        |
|                    | Total (22)              | 122'722               | 185.19            | 0103        |